# Gibocercus sandrae
Gibocercus sandrae är en insektsart som beskrevs av Ross 2001. Gibocercus sandrae ingår i släktet Gibocercus och familjen Archembiidae.
Artens utbredningsområde är Ecuador. Inga underarter finns listade i Catalogue of Life.